# Beegden
Die niederländische Ortschaft Beegden ist seit 2007 ein Ortsteil der limburgischen Gemeinde Maasgouw und liegt am linken Ufer der Maas ca. 10 km südwestlich der Stadt Roermond.
Der Ort hat 1.885 Einwohner (Stand: 1. Januar 2024) und liegt auf einer Höhe von nur 7 bis 10 Metern über NN.
In der noch teilweise landwirtschaftlich geprägten Ortschaft spielt nicht zuletzt der Tourismus nahe der beliebten Einkaufsstadt Roermond sowie den Wassersportgelegenheiten an der Maas eine recht bedeutende Rolle.
Beegden war eine selbständige Gemeinde, bis sie im Jahr 1991 in die Gemeinde Heel eingegliedert wurde. Mit dieser kam der Ort im Jahr 2007 zur neuen Gemeinde Maasgouw.

## Politik

### Sitzverteilung im Gemeinderat
Bis zur Auflösung der Gemeinde ergab sich seit 1982 folgende Sitzverteilung:
| Partei             | Sitze | Sitze |
| Partei             | 1982  | 1986  |
| ------------------ | ----- | ----- |
| Lijst Evers        | 2     | 3     |
| Leefbaar Beegden a | 2     | 2     |
| Lijst Peeters      | 1     | 2     |
| Lijst Berendsen    | 2     | —     |
| Lijst Schreurs     | 0     | —     |
| Lijst Rulkens      | 0     | —     |
| Gesamt             | 7     | 7     |